# Michel (artiste)
 (octobre 2020).
Si vous disposez d'ouvrages ou d'articles de référence ou si vous connaissez des sites web de qualité traitant du thème abordé ici, merci de compléter l'article en donnant les références utiles à sa vérifiabilité et en les liant à la section « Notes et références ».
Michel (miʃɛl), dit Le Vrai Michel, né à Condé-sur-l'Escaut, est un rappeur et chanteur français.
Rappeur oscillant entre la deep house et l'électro-rap russe, il a sorti cinq projets musicaux depuis 2018. Son titre qui a eu le plus de retentissement est sa collaboration avec Sneazzy pour un total de 1 300 000 vues en mars 2024.

## Biographie

### Jeunesse et débuts
Discret sur son nom complet ou son âge, Michel fait les Beaux-arts[Lequel ?] et se fait repérer par la maison de disque Loowood en 2019. Il rejoint Play-Two, en 2020 pour ses deux mixtapes.
Il utilise le nom d'artiste Michel, un prénom qu'il a pourtant dit détester dans son enfance mais qu'il a voulu retourner pour en faire une force. En 2019 il participe à plusieurs festivals et apparaît dans de nombreux médias sociaux comme Konbini, Melty ou Mouv'. 

### Suite de carrière
L'artiste sort un EP sous le nom provisoire de Montebello en 2018. Il se renomme alors en utilisant uniquement son prénom Michel et sort Michel chante Michel sous la forme de clips Youtube faisant références à quatre chanteurs renommés ayant pour prénom Michel (Michel Fugain, Michel Polnareff, Michel Delpech, Michel Berger). En mai 2019, l'artiste affirme son personnage avec quatre singles sortis pendant le même mois faisant clin d'œil aux albums de Martine. Un an plus tard, il sort Le Vrai Michel, le 24 janvier 2020 et son second projet Le Vrai Michel 2 le 4 septembre 2020, deux mixtapes de huit titres avec des hits comme Michel en Ride ou Racli.
Il cumule en octobre 2020 plus de 178 000 auditeurs par mois sur Spotify.

## Discographie

### EP
- 2018 : EP
- 2018 : Michel chante Michel
- 2021 : Presque Nekete
- 2022 : Turbo Club

### Mixtapes
- 2020 : Le Vrai Michel
- 2020 : Le Vrai Michel 2

### Singles
- 2019 : Michel a du vague à l'âme
- 2019 : Michel a peur du vide
- 2019 : Michel s'en BLC
- 2019 : Michel et les michtos
- 2020 : Tejla
- 2020 : Ouais c'est grave, feat. Hatik
- 2020 : Je m'en ballek
- 2021 : Appel Manqué

### Collaborations
- 2020 : Michel et ses khey, feat. Sneazzy
- 2020 : Michel s'élève, feat. Moussa
- 2020 : Ouais c'est grave, feat. Hatik
- 2020 : Ta vie, feat. Vladimir Cauchemar
- 2020 : C'est toi qu'je veux, feat. Sneazzy
- 2021 : La bête du rivage, feat. Roméo Elvis
- 2022 : Loser, feat Julien Doré